# Ladário (kommun)
Ladário är en kommun i Brasilien.   Den ligger i delstaten Mato Grosso do Sul, i den södra delen av landet, 1 100 km väster om huvudstaden Brasília. Antalet invånare är 19 653.
Följande samhällen finns i Ladário:
- Ladário

Omgivningarna runt Ladário är huvudsakligen savann. Runt Ladário är det ganska glesbefolkat, med 50 invånare per kvadratkilometer.